# 齊宣王后
齊宣王后（？—前312年），是戰國時代田齊的國君齊宣王的王后。關於此人事跡極少，僅《史記索隱·田敬仲完世家》引《紀年》云「宣王八年，殺王后」，《史記·六國年表》及《田世家》均載「湣王四年（當作威王三十七年），迎婦于秦」，疑與被殺的齊國王后為同一人。
陳逢衡《竹書紀年集證》云「據《世家》，桓公稱公，威王稱王，則王后似謂宣王之母、威王之妃矣。」認為此人是齊宣王之母。